# Sigma-Mann
Sigma-Mann, auch Sigma Male, ist eine Bezeichnung für erfolgreiche, selbstbewusste und unabhängige Männer, die kein Bedürfnis nach gesellschaftlicher Anerkennung haben. In den sozialen Medien, insbesondere auf TikTok, wird die Bezeichnung sehr häufig verwendet.

## Definition
Sigma-Männer werden häufig als Einzelkämpfer, Außenseiter und Alleingänger mit Charaktereigenschaften wie Selbstbewusstsein, Unabhängigkeit und Eigenständigkeit  angesehen, die niemanden außer sich selbst als wertvoll erachten. Sie richten sich an ihren Bedürfnissen, Wünschen und Zielen aus. Der Sigma-Mann lebt nach seinen eigenen Vorstellungen und Regeln, weshalb ihn gesellschaftliche Normen wenig interessieren. Im Gegensatz zum Alpha-Mann ist er nicht an hohen Positionen in der sozialen Hierarchie und externer Bestätigung interessiert und strebt stattdessen nach innerer Stärke.
Bei der Bezeichnung handelt es sich zurzeit eher um eine Selbstbezeichnung, die bisher im wissenschaftlichen Diskurs wenig Verwendung findet. Das Konzept des Sigma-Mannes ist umstritten. Kritisiert wird die damit verbundene frauenfeindliche Ideologie, die Frauen als reines Mittel zum Zweck ansieht.

## Fiktionale Beispiele
Als Muster für Sigma-Männer dienen häufig fiktionale Charaktere. Dazu gehören zum Beispiel Patrick Bateman aus American Psycho, Neo aus der Matrix-Filmreihe und viele von Clint Eastwood gespielte Rollen wie Dirty Harry. Im besonders auf TikTok erfolgreichen russischen Popsong Sigma Boy wird eine jugendliche Variante des Sigma-Manns besungen.

## Entstehung
Den Begriff Sigma Male prägte 2010 der rechte, misogyne Blogger und Science-Fiction-Schriftsteller Theodore Robert Beale als Vox Day, der Sigmas als „Außenseiter, die das soziale Spiel nicht mitspielen und es trotzdem schaffen, zu gewinnen“ und die „Frauen oft mögen, aber auch dazu neigen, sie zu verachten.“ definierte. Seit ca. 2021 findet der Sigma-Mann insbesondere in maskulinistischer Internetkultur und unter neurechten Incels als Meme größere Verbreitung.